# Тікка
Тікка — страва, що складається зі шматочків м'яса або вегетаріанської альтернативи, походження якої сягає часів Імперії Великих Моголів. Його готують шляхом маринування шматочків у спеціях і йогурті та варіння в тондирі. Тікка популярна на всьому індійському субконтиненті, а також у таких країнах, як Велика Британія.

## Етимологія
Тікка — це слово чагатайською, яке зазвичай поєднується зі словом масала мовою гіндустані, яке саме походить від арабської мови, яке своєю чергою походить від британської англійської мови. Чагатайське слово Тікка є похідним від загальнотюркського слова tikkü, що означає «шматок» або «кусок».

## Походження
Точне походження страви невідоме. Рецепти вареного м'яса, збагаченого спеціями та змішаного з соусом, датуються 1700 роком до нашої ери, знайдені на клинописних табличках поблизу Вавилона, які приписують шумерам. Моголи привезли до Індії «шматки вареного м’яса без кісток», які називали Тікка.
Існують різні варіанти страви, як м'ясні, так і вегетаріанські. Зазвичай ця страва визначається як «індійська страва з невеликих шматочків м’яса або овочів, маринованих у суміші спецій».

## Підготовка
Тікка складається зі шматків м’яса без кісток або вегетаріанських альтернатив, таких як панір, які маринуються в спеціях і йогурті, а потім нанизуються на шампури для приготування. Зазвичай його готують в тондирі і подають в сухому вигляді.

## Варіації

### Індійськосубконтинентні варіації
Індійські варіації є корінням західних варіацій, включаючи курячу тікка та панір тікка, які зазвичай подаються в сухому вигляді.[джерело?]

### Міжкультурні варіації
Звичайну курячу та панір тікку поєднали зі стравами інших культур, як-от мексиканської кухні, щоб створити гібридні страви, такі як буріто тікка масала, які подають або з куркою, або з паніром як основним інгредієнтом.

## Популярність

### У Британії
Дослідження, проведене в 1990-х роках, показало, що британці цікавляться іноземною їжею, причому куряча тікка була улюбленою стравою в «British Rail».

### В Індії
Дослідження 670 іноземних туристів у міжнародному аеропорту імені Індіри Ґанді в Нью-Делі намагалося показати переваги вуличної їжі іноземних туристів у місті, а також причини їхнього вибору. З 17 найпопулярніших вуличних страв куряча тікка набула найбільшої популярності, причому туристи віддавали перевагу м’яким смакам і гігієнічно приготовленим стравам.
Під час Чемпіонату світу з крикету у 2018 році в ресторанах приймаючого міста подавали страви, названі на честь гравців у крикет, використовуючи крикетну термінологію. Наприклад, панір тікка була перейменована на честь колишнього індійського капітана з крикету Махендри Сінгха Доні, а куряча тікка — на честь індійського капітана з крикету Вірата Кохлі.